# Nychiodes almensis
Nychiodes almensis là một loài bướm đêm trong họ Geometridae.